# موهلنباربک
موهلنباربک (به آلمانی: Mühlenbarbek) یک شهر در آلمان است که در اشتاینبورگ واقع شده‌است. موهلنباربک ۳۳۵ نفر جمعیت دارد.